# James Monroe
James Monroe (28 d'abril de 1758 -4 de juliol de 1831) fou el cinquè president dels Estats Units (1817 - 1825). Abans d'arribar a la presidència va exercir com a soldat, advocat, delegat continental del congrés, senador, governador, secretari d'estat, i secretari de defensa. Va participar en les negociacions per la compra de la Louisiana a França el 1803, per mandat de Thomas Jefferson.

## La seva etapa de govern
Un diari de Boston va denominar la seva etapa de govern com l'era dels bons sentiments, on tot el món estava en pau i els esforços se centraven en el progrés econòmic. No duraria massa, ja que l'expansió cap a l'oest va reobrir el debat entre estats esclavistes i abolicionistes. També la revolució industrial provocaria, sobretot a les ciutats de la costa est, noves tensions socials de classes, produïdes pel ràpid creixement dels barris de classe obrera. En tota la seva etapa de govern, Monroe, trencant amb la tendència federalista, va tractar de defensar un país on l'estat era el menys intervencionista possible.

## L'esclavitud en el sud
L'esclavitud, pròpia dels estats del sud, va ser una institució molt lligada a la producció de cotó. Fins i tot els més moralistes del nord endolcien els seus discursos per ser conscients de la importància del cotó en les exportacions de l'estat. El cotó abastava als mercats europeus i va cobrir el buit que va deixar el tabac. Eli Whitney va desenvolupar un nou enginy agrari denominat la desmotadora.

## El compromís de Missouri
El Compromís de Missouri el 1820 va delimitar la línia geogràfica que dividia els estats esclavistes dels abolicionistes. El problema va sorgir amb la incorporació de nous estats a l'oest, la determinació dels quals entorn de l'adopció de l'esclavitud podia alterar l'equilibri polític a la Unió. Missouri es va acceptar com estat esclavista, a canvi de crear l'estat de Maine per mantenir la igualtat en el senat. Però es fixava el paral·lel 36° 30′ al nord del qual quedava prohibida l'esclavitud.

## L'adquisició de la Florida
Espanya, embolicada en el procés d'emancipació americana el 1819 i incapaç de defensar aquell territori va preferir cedir aquest territori a canvi de cancel·lar els deutes de ciutadans espanyols per un valor de cinc milions de dòlars. L'adquisició de la Florida acabava de tancar la façana atlàntica de la Unió.

## La doctrina Monroe
James Monroe va proposar una "doctrina" on es dirigiria els europeus amb intenció que cap dels països d'aquest continent interferís a Amèrica. "Amèrica per als americans", significava que Europa no podia envair ni tenir colònies en el continent. Com s'estava donant el procés d'Imperialisme, la doctrina deduïa que les potències europees s'ocupessin d'Àsia i Àfrica però que Amèrica pertanyia als americans. També va ser una defensa a les independències de Llatinoamèrica perquè poguessin tenir govern propi. Aquesta doctrina no va ser en realitat molt efectiva a causa de les múltiples intervencions europees posteriors en sòl americà, com per exemple l'ocupació espanyola de la República Dominicana entre 1861 i 1865, el bloqueig de vaixells francesos als ports argentins entre 1839 i 1840, l'establiment d'Anglaterra a la costa de la Mosquitia, a Nicaragua, etc.